# Karlsudd
Karlsudd är en småort och en halvö i södra delen av skärgårdskommunen Vaxholm.
Karlsudd har en blandning av gammal och ny bebyggelse, däribland två herrgårdar. Den ena herrgården tillhörde släkten Brahe likt hela Bogesundslandet samt Bogesunds slott gjorde. Det bor cirka hundra hushåll på udden. 

## Befolkningsutveckling
| Befolkningsutvecklingen i Karlsudd 1990–2023 | Befolkningsutvecklingen i Karlsudd 1990–2023 | Befolkningsutvecklingen i Karlsudd 1990–2023 | Befolkningsutvecklingen i Karlsudd 1990–2023 | Befolkningsutvecklingen i Karlsudd 1990–2023 |
| -------------------------------------------- | -------------------------------------------- | -------------------------------------------- | -------------------------------------------- | -------------------------------------------- |
|                                              |                                              |                                              |                                              |                                              |
| År                                           |                                              |                                              | Folkmängd                                    | Areal (ha)                                   |
| 1990                                         | 1990                                         |                                              | 102                                          | 33#                                          |
| 1995                                         | 1995                                         |                                              | 64                                           | 47#                                          |
| 2000                                         | 2000                                         |                                              | 71                                           | 47#                                          |
| 2005                                         | 2005                                         |                                              | 124                                          | 49#                                          |
| 2010                                         | 2010                                         |                                              | 123                                          | 49#                                          |
| 2015                                         | 2015                                         |                                              | 130                                          | 55#                                          |
| 2020                                         | 2020                                         |                                              | 135                                          | 57#                                          |
| 2023                                         | 2023                                         |                                              | 139                                          | 57                                           |
| Anm.: # Som småort.                          |                                              |                                              |                                              |                                              |